# Grassy Meadows
Grassy Meadows ist ein gemeindefreies Gebiet im Greenbrier County in West Virginia in den USA. 

## Lage
Grassy Meadows liegt 7 Meilen (11 km) ostsüdöstlich von Meadow Bridge an der Interstate 64. Nach Charleston im Nordwesten sind es 100 km.

## Infrastruktur
Grassy Meadows hatte ein Postamt, welches am 15. Juni 1858 öffnete und am 25. Juni 2011 schloss.